# Photedes arcuosa
Photedes arcuosa là một loài bướm đêm trong họ Noctuidae.